# Wunderbuntd
Wunderbuntd ist eine Musikgruppe aus Freiberg.
Die 1987 in Freiberg/Sachsen gegründete Gruppe Wunderbuntd hat sich vor allem durch ihre Rio-Reiser-Nacht etabliert. Eigene Deutschrock-Titel der Band mit sozial-kritischen Texten ergänzen das Programm. Des Weiteren gibt es von Wunderbuntd in wechselnden Besetzungen auch Theaterprojekte sowie Lieder und Programme für Kinder.

## Geschichte
Der Name der Gruppe bezieht sich auf das erste Lied-Programm „Überall ist Wunderland“, und zwar zu der Zeit des politischen Umbruchs, der durch Glasnost und Perestroika bedingt war. Die vier Gründungsmitglieder Soldi (Isolde Lommatzsch), Jens Lommatzsch, Zwiebel (Olaf Stelmecke) und Susi (Susanne Peupelmann) gründeten ihren „Bund“ und tourten mit chansonartigen Konzertprogrammen und musikalischen Kindertheaterstücken durch den Süden der DDR auf der Suche nach einem „Wunderland“, „weil Schwarz und Weiß keine Farben sind.“ Schon 1988 wurden die Songs rockiger, indem der Schlagzeuger Stefan Riehl und bald darauf der Gitarrist Manoli Melidonie sowie der Saxophonist Dirk Treptow dazukamen. Die Texte der eigenen Songs schrieb überwiegend Olaf Stelmecke, musikalische Vorlagen kamen von Isolde Lommatzsch. Coversongs, z. B. von Rio Reiser und Ton Steine Scherben, Neil Young, Joni Mitchell und Procol Harum, ließen den Konzertabend tanzbar werden.
Mit „Was heißt hier Liebe?“ gab die Band ihr Theaterdebüt am Freiberger Theater, die Liedtexte wurden neu vertont. In Zusammenarbeit mit den Schauspielern Beatrice Bauke, Karina Koppenhöfer, Jörg Simmat und Jan Reinartz entstand eine außergewöhnliche Inszenierung, die zwischen 1989 und 1991 über 50 Vorstellungen erlebte. An diesen Erfolg knüpfte 1995 das Schülermusical „Die kleinen Leute von Swabedoo“ an, wovon die Band einen Soundtrack aufnahm. In diesem Musical etablierte sich der wunderbuntd-typische Bläsersound mit Saxophon (Dirk), Trompete (Philippe Letocart) und Posaune (Christoph Willenberg), der im Rockdrama „Charon“ 1998 wiederkehrt (in der Hauptrolle als Charon agiert Jörg Simmat). Im selben Jahr veröffentlichte die Band ihre erste Kinderlieder-Kassette „Kinderlieder 1“, eine Zusammenstellung der schönsten Lieder aus vorherigen Kinderprogrammen.
2001 fand die Premiere der „Rio-Reiser-Nacht“ im Tivoli Freiberg statt, seitdem wurde das Programm immer weiterentwickelt, auch eine Unplugged-Variante zu dritt existiert neben der Big-Band-Version.
Ihre „Kinderlieder 2“ (Texte/Musik: Isolde Lommatzsch) brachte Wunderbuntd 2005 mit einem Bilderbuch (Illustrationen: Jana Hesse) im eigenen Wunderbundt-Verlag heraus, parallel dazu wurde das Kinderprogramm „Bilder-Buch-Konzert“ entwickelt. In neuer Besetzung erschien 2007 die erste Rock-CD „DA.“mit eigenen Songs zum 20-jährigen Jubiläum, wobei der Titelsong eine Cover-Version als Reverenz an Ton Steine Scherben ist.
Für das Mittelsächsische Theater wurden 2009 die Bühnenmusik und der Soundtrack zu dem Theaterstück „Odysseus“ produziert (Text: Manuel Schöbel, Musik: Isolde Lommatzsch) und im Ökotopia-Verlag/Münster erschien die Weihnachts-CD „Himmlische Zeiten für Kinder“.
Im Theaterstück „Franziskus – Ein Rockpoem mit Musik von Rio Reiser“, das 2011 zum 33. Dt. Ev. Kirchentag in Dresden uraufgeführt wurde, vereinen sich Erfahrungen aus 20-jähriger Bühnenarbeit. Den dramatischen Text von Isolde Lommatzsch setzt Jörg Simmat als Franziskus einfühlsam und kraftvoll um, die Musik von Rio Reiser und Ton Steine Scherben widerspiegelt die Gefühle und Gedanken des Heiligen bei seinem Ringen um Reformen. Parallel zur Inszenierung erschien die Hörbuch-CD; auch zum 25-jährigen Bandjubiläum 2012 im Freiberger Tivoli wurden Ausschnitte aus dem Rockpoem gezeigt. Zu diesem mittlerweile traditionellen Gründonnerstag-Event erschien auch die CD „Kinderlieder 3“ (Text/Musik: Isolde Lommatzsch), die kurz darauf im Deutschlandfunk in der Sendung „Kakadu“ vorgestellt wurde. Am Gründonnerstag 2013 veröffentlichte die Rockband ihre Live-CD „Rio-Reiser-Nacht“, auf der Ausschnitte aus einem Konzert in Nordhausen zu hören sind. Für den 9. April 2020 kündigte die Band ihr Abschiedskonzert im Freiberger Tivoli an.

## Diskografie
- 1995: Die kleinen Leute von Swabedoo (Schülermusical)
- 1998: Kinderlieder 1
- 1998: Charon – Rockdrama
- 2005: Kinderlieder 2 (CD und Bilderbuch)
- 2007: DA. Rockband
- 2009: Odysseus – Soundtrack
- 2009: Himmlische Zeiten für Kinder
- 2011: Franziskus – Ein Rockpoem mit Musik von Rio Reiser
- 2012: Kinderlieder 3
- 2013: Rio-Reiser-Nacht, LIVE Rockband

## Auszeichnungen
- 1998: 1. Mittelsächsischer Kulturpreis für das Rockdrama „Charon“ (Text: Olaf Stelmecke, Musik: Isolde Lommatzsch)